# ایوانا ماکسیموویچ
ایوانا ماکسیموویچ (سیریلیک صربی: Ивана Анђушић Максимовић؛ زادهٔ ۲ مهٔ ۱۹۹۰) یک تیرانداز اهل صربستان است که در رشتهٔ تیراندازی با تفنگ فعالیت می‌کند. ماکسیموویچ در المپیک تابستانی ۲۰۱۲ شرکت کرد و در رشتهٔ تفنگ خفیف ۵۰ متر سه وضعیت، مدال نقره را به دست آورد. هم‌چنین در المپیک ۲۰۱۶ به عنوان پرچمدار کاروان صربستان معرفی شد.